# 羅伯·布萊頓
羅伯·布萊頓，MBE（英語：Rob Brydon，1965年5月3日—）是一位英國男演員、喜劇演員、廣播和電視節目主持人、歌手。他也是BBC喜劇Rob Brydon's Annually Retentive的主持人。他也被選為英國最有趣的喜劇演員50人。

## 外部連結
- Official Rob Brydon site
- Rob Brydon在互联网电影资料库（IMDb）上的資料（英文）
- BAFTA Interview with Rob Brydon - April 2010
- Rob Brydon biography and credits 在英國電影協會的Screenonline
- Rob's twitter （页面存档备份，存于）